# Lemki
Lemki (ukrajinski, rusinski: Лeмки, lemkivski: Лeмкы) su manja etnička zajednica nastanjena na graničnim karpatskim prostorima Poljske, Ukrajine i Slovačke. Dio Lemka sebe u etničkom smislu smatra Rusinima odnosno Rusnacima, dio njih smatra se Ukrajincima, a značajan dio njih smatra da su Rusini i Ukrajinci isti narod odnosno ime Rusini-Rusnaci predstavljaju kao stariji etnonim imena Ukrajinci. 
Danas ukupno ima oko 70.000 stanovnika koji se i dalje identificiraju s nazivom Lemki. Uglavnom žive u karpatskim predjelima Poljske, Ukrajine i Slovačke. Gotovo svi su grkokatoličke vjere karakteristične za Ukrajince, a njihov lemkivski jezik službeno formiran početkom 1930-ih najsličniji je ukrajinskom s ponešto poljskih i slovačkih elementa. 
U Hrvatskoj živi manja lemkivska zajednica na širem području u mjestu Lipovljanima. Aktivni su pripadnici ukrajinske manjinske kulturno-prosvjetne zajednice.  

## Etnogeneza Lemka
Za suvremne Lemke se tek pretpostavlja da su makar djelomično preci Bijelih Hrvata, ili su imali izraženije kulturne međuodnose s njima s obzirom na to da su živjeli na njihovom teritoriju. Ipak, dio povjesničara tvrde sa su stari Hrvati te krajnje zapadne ukrajinske prostore napustili pred mongolskom najezdom te su naselili prostore današnje Mađarske i hrvatske Slavonije. Prema istim tvrdnjama te karpatske prostore Bijelih Hrvata u isto vrijeme naselili su upravo današnji Lemki koji su vjerojatno došli iz središnje Ukrajine.
Sa sigurnošću se može tvrditi da su Lemki vrlo rano prihvatili kulturna obilježja identična za Ukrajince zbog čega se u Ukrajini, poput Hucula i Bojka, vode kao subgrupe. Iste manje etničke zajednice su nakon pada Kijevske Rusi u 13. odnosno 14. stoljeću došli pod jak politički utjecaj Poljaka i Mađara što će se kasnije odraziti na političko pitanje njihovog nacionalnog identiteta. 
Lemki su u povjesnim dokumentima službeno identificirani s etničkim nazivom Rusini poput ostalih zapadnih Ukrajinaca sve do ukrajinskog narodnog preporoda u 20. stoljeću, kada su pod utjecajem poljske politike počeli usvajati regionalni naziv Lemki kao etnički. U isto vrijeme ostali zapadni Rusini službeno prihvaćaju naziv Ukrajinci.
Poljaci su potenciranjem regionalnog naziva kao etničkog željeli zadržati vlast na tim povijesno ukrajinskim zemljama nastojeći usporiti objedinjavanje zapadnog i istočnog ukrajinskog naroda. Poljske su vlasti žestoko zagovarale i ohrabrivale ukrajinske etničke subgrupe Bojke, Lemke i Hucule da se same počnu sagledavati kao nacija drugačija od ukrajinske što je bio česti slučaj i među drugim narodima u okruženju. Iste grupe zbog tih su okolnosti do danas zadržale snažan vlastiti identitet poput hrvatskih Istrijana ili vojvođanskih Bunjevaca.

## Povijest Lemka
Lemki vlastitu povijest vežu uglavnom za ukrajinsku i poljsku povijest. Njihova moderna povijest ima za njih nekoliko značajnih događaja. Tijekom Prvog svjetskog rata, oko 2000 Lemka je uhićeno i zatvoreno u logor Talerhof pod lažnom optužbom da su pomagali rusku vojsku. 
U Drugom svjetskom ratu i nakon njega, Lemke čeka još jedna značajna drama. Od 1945. do 1946. prisilno su deportirani u Sovjetski Savez, a za vrijeme poljske akcije Visla deportirani su u sjeverozapadnu Poljsku gdje se nad njima vršila dodatna asimilacija.
Lemki su se u 20. stoljeću raspršili širom svijeta, ali nikada nisu zaboravili svoju karpatsku nastambinu. U novo doba Lemkivska zajednica radi na konfirmaciji vlastitog identiteta, i pokušavaju očuvati svoju kulturu i tradiciju od posvemašnje asimilacije. U ovu svrhu nastao je muzej u Zyndranowi.

## Vanjske poveznice
- Lemki na internetu (eng.)
- Lemki u rusinskom kontekstu
- Pitanje lemkivskog nacionalnog identiteta u Poljskoj